# Клан Макінтайр

Емблема (хрест) клану Макінтайр.

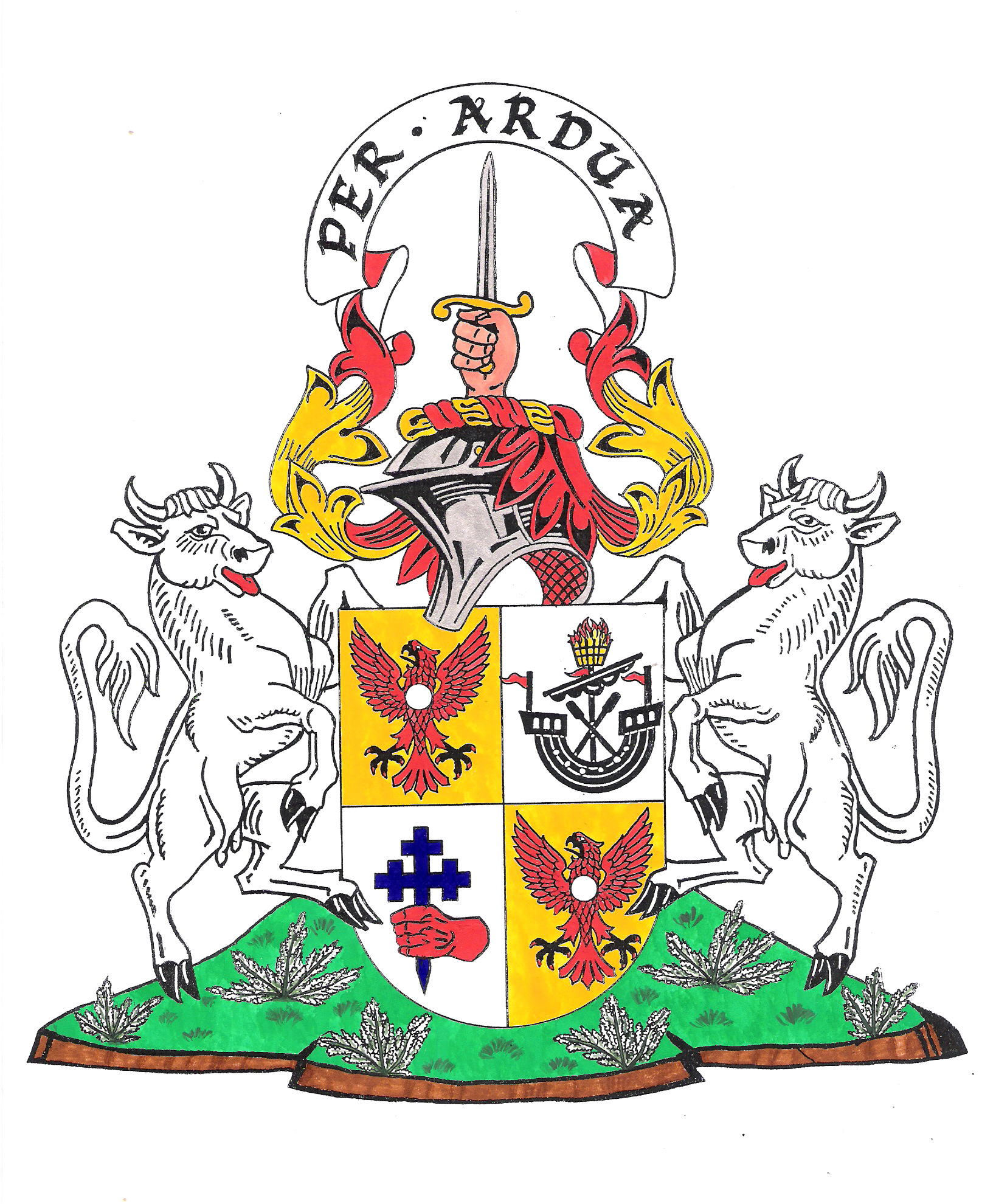
Герб вождя клану Макінтайр.

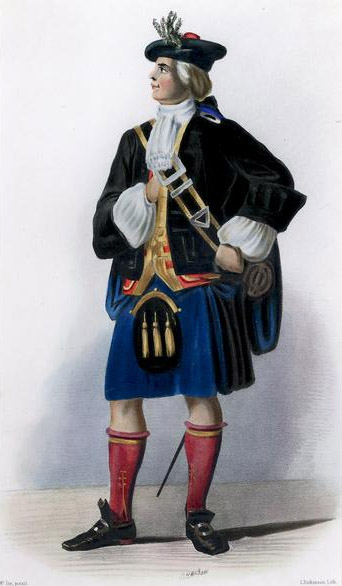
Людина з клану Макінтайр у традиційному одязі. Малюнок художника Р. Р. МакЯна. 1845 рік.

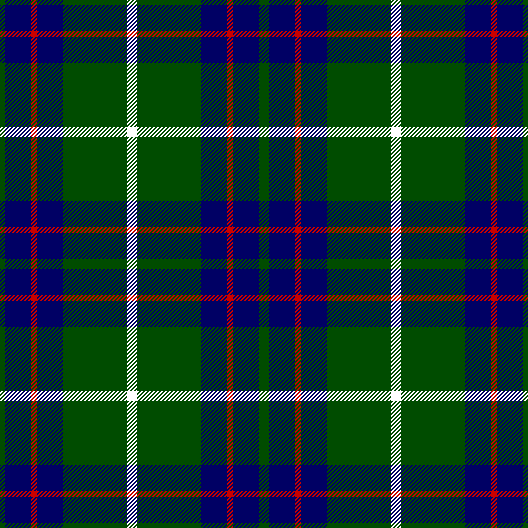
Тартан клану Макінтайр.

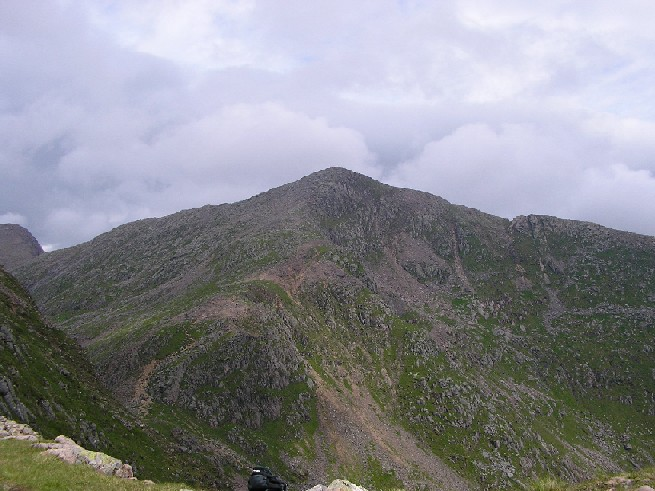
Гора Круахан — Бен Круахан — традиційний центр володінь клану Макінтайр.

Клан Макінтайр — (шотл. — Clan MacIntyre) — один з гірських шотландських кланів Гайленда. Назва Макінтайр походить від гельского Mac an t-Saoir — Мак ан т-Шайр — «син теслі». Хоча документи історії клану не збереглися, але історичні переказна стверджують, що клан походить від Моріса Мак Нейла (гельск. — Maurice Mac Neil) — племінника Сомерледа — лорда Островів і одного з шотландських вождів у ХІІ столітті. Моріс домовився про шлюб Сомерледа з дочкою короля острова Мен і тим самим посилив владу Сомерледа і збільшим володіння. Клан жив на Гебридських островах, але розширив свої володіння на основну територію Шотландії, де вождь клану збудував замок Глен Ное на озері Лох-Етів (шотл. — Glen Noe on Loch Etive).
Давні записи про вождів клану Макінтайр не збереглися — є тільки відомості про вождів цього клану починаючи з XVII століття. Вожді клану володіли землями Глен Ное протягом слоліть, але у 1806 році вождь клану зазнав банкрутства. Згодом вони емігрували до Америки.
Клан Макінтайр брав участь у громадянській війні на Британських островах і в повстаннях якобітів, але клан ніколи не був повністю незалежним. Клан служив спадковими лісниками лордам Лорн, спадковими волинщиками кланам Мініс та МакДональд з Кланраналда. Найвідомішою людиною з клану Макінтайр є Дункан Бан Макінтайр (шотл. — Duncan Ban MacIntyre) — відомий Шотландський поет.
Гасло клану: «Per ardua!» — «Круто!» (лат.)
Бойовий клич клану: «Cruachan!» — «Круахан!» (Назва гори в Шотландії)
Символ клану: білий верес
Вождь клану: Дональд Расселл Макінтайр Гленое (шотл. — Donald Russell MacIntyre Glenoe)
Гімн клану: «Gabhaidh Sinn An Rathad Mór» — «Ми будемо обирати старий добрий шлях» (гельск.)

## Гілки клану Макінтайр
Камус на х-Ері (гельск. — Camus na h-Erie) — була визнана герольдами Шотландії як окрема гілка клану Макінтайр у 1955 році. Гілка походить від Патріка — сина вождя Гленое. Люди цієї гілки живуть в Інвернесширі на берегах озера Лох-Левен. Джон Макінтайр — Х вождь цієї лінії воював у лавах якобітів у 1745 році, поранений під час битви під Фалкірк. Він повідомив, що 10 людей з гілки Камус на х-Ері потрапили в полон у 1745 році. У ХІХ столітті найвідомішою людиною з цієї гілки клану був преподобний Джон Д. Д. Макінтайр Кілмонівайг (шотл. — John D. D. MacIntyre Kilmonivaig).
Баденох (гельск. — Badenoch) — або Макінтайр з Баденоха — походять від барда, що влужив клану Макінтош у XV столітті. Гілка МаІнтайр Баденох входила до конфедерації кланів Хаттан. Гілка воювала на стороні якобітів у 1715 та 1745 роках.
Кладіх (гельск. — Cladich) — володіли землями у невеликому селищі Кладіх біля озера Лох-Ейв. Славилися як майстри ткацтва та виготовлення кілтів.

## Ірландський клан Макінтайр
В Ірландії теж є клан Макінтайр. Наскільки ці клани споріднені — шотландський та ірландський — не зрозуміло. Є версія, що люди з шотландського клану Макінтайр переселилися до північної Ірландії — до Ольстера.
Доктор Едвард МакЛазет (ірл. — Dr. Edward MacLysaght) — авторитетний спеціаліст у галузі генеалогії ірландських кланів не описує клан Макінтайр як окремий ірландський клан. Він вказує клан Макінтайр в списку поруч з кланами Карпентер (ірл. — Carpenter), Фрімен (ірл. — Freeman), О'Шірі (ірл. — O'Seery), Шерсон (ірл. — Searson) як гілки клану МакАтір (ірл. — MacAteer). В Ірландії клан Макінтайр живе в Ольстері та в графстві Слайго (Коннахт). На думку доктора Едварда МакЛазета цей клан звався спочатку МакАтір і був чисто ірландського походження, а потім змінив свою назву на Макінтайр.
Є ще версія, що клан Макінтайр виник в Ірландії, а потім переселився в Шотландію ще в давні часи. І в Ірландії цей клан називався колись Мак ан т-Шойр (ірл. — Mac an tSoir).

## Септи клану Макінтайр
До септ клану Макінтайр належить септа Райт (шотл. — Wright) — септа шотландського походження. Вважається, що ця назва септи була церковним варіантом назви. Інші септи: Гленое (шотл. — Glenoe), МакКойшем (шотл. — MacCoiseam), Тайрі (шотл. — Tyrie або Tyree), МакТер (шотл. — MacTear).

## Музики, поети та барди клану Макінтайр
Люди з септи Макінтайр Раннох були професійними волинщиками — служили вождям кланів Мініс та Макдональд з Кланраналд. Цим музикам належить гімн на честь героїв битви під Шеріффмур.
У XVIII столітті були відомі поети з клану Макінтайр, що писали гельською мовою. Зокрема, Джеймс Макінтайр (1727—1799), що був одночасно і поетом і вождем клану. Він відомий як сатирик і відгукнувся їдкою сатирою на книгу Семюеля Джонсона, англійського енциклопедиста, що написав принизливі коментарі про шотландців після своєї знаменитої поїздки на Гебриди.
Ще одним відомим поетом з клану Макінтайр був Дункан Бан Макінтайр (шотл. — Duncan Ban MacIntyre). Він народився 20 березня 1724 в Друймліарт (шотл. — Druimliaghart), в Гленорчі, Аргайлшир (шотл. — Argyllshire). Став відомий своїм твором «Пісні справедливого Дункана». Критики про нього писали, що він є однією з вершин поезії гельською мовою. Інші критики назвали його Бернсом Хайленду. Інші критики про нього писали, що він володів неперевершено співочою мовою та мав оригінальну концепцію поезії. Але всі критики погоджуються з тим, що він був абсолютно неграмотним і свої вірші складав усно — він не вмів ні читати, ні писати. Особливо цінують його твір «Хвала Бен Дорайну». Дункан Бан Макінтайр брав участь у повстанні якобітів і складав повстанцям пісні. Після поразки повстання його кинули за ґрати, потім він написав сатиричний вірш у відповідь на заборону британським урядом носити кілти. Він помер 6 жовтня 1812 року. У 1859 році йому поставили пам'ятник на берегах озера Лох-Ейв.